# Памятники Павлу Нахимову (Москва)
Моско́вские па́мятники Па́влу Нахи́мову — три столичных памятника адмиралу Павлу Нахимову. Установлены в период с 2005 по 2012 год.

## Севастопольский проспект
55°40′35″ с. ш. 37°35′35″ в. д.

Автором проекта является армянский скульптор Сержик Арташесович Васканян, который подарил бюст России. Инициатором установки стал Совет ветеранов Черноморского флота. Открытие памятника состоялось 4 сентября 2005 года возле дома № 29 на Севастопольском проспекте. В торжественной церемонии приняли участие члены Светского клуба и Общества ревнителей памяти Нахимова, начальник управы района Котловка Клавдия Григорьевна Гриняк, первый заместитель префекта Юго-Западного административного округа Ольга Николаевна Ларионова, представитель семейства Нахимовых — Александр Павлович Нахимов, директор музея Нахимова Смоленской области Евгений Викторович Кулаков, председатель совета ветеранов Черноморского флота Анатолий Фёдорович Фетисов.

## Ленинградское шоссе
55°50′19″ с. ш. 37°29′04″ в. д.

Памятник установлен 4 сентября 2010 года в Московском городском детском морском центре имени Петра Великого на Ленинградском шоссе, 56а.

## Большая Косинская улица
55°43′15″ с. ш. 37°51′28″ в. д.

Памятник на Большой Косинской улице в 2017 году

Открытие памятника состоялось 18 мая 2012 года возле Косинского детского морского клуба. На церемонии присутствовали командор клуба Михаил Георгиевич Шадрин, который являлся инициатором установки, прямой потомок Нахимова — Александр Павлович Нахимов, руководитель Всероссийского движения поддержки флота Михаил Петрович Ненашев, представители Союза военных моряков, ветераны флота, ветераны-нахимовцы разных лет выпуска. Бюст работы скульптора Александра Апполонова был подарен клубу проектом «Аллея Российской Славы». Отливка пьедестала, транспортировка и установка статуи, другие расходы осуществлялись за счёт добровольных пожертвований командора клуба, ветеранов-нахимовцев, моряков и жителей столицы.